# Universidad de Járkov
La Universidad Nacional Vasili Karazin de Járkov (en ucraniano: Харківський національний університет імені В. Н. Каразіна) es una universidad pública ubicada en la ciudad de Járkov, en Ucrania. Es la segunda universidad más antigua del país después de la Universidad de Leópolis.

## Historia
La Universidad de Járkov fue fundada el 29 de enero de 1804 por el profesor de matemáticas Vasili Karazin, que previamente había sido el profesor particular del zar (decreto del zar de fundación oficial de 17 de enero de 1805). Recogió entre la población local de Járkov los fondos suficientes para construir la universidad.
En 1805 la universidad contaba con tan solo 57 alumnos, aunque treinta años más tarde la cifra aumentaría considerablemente, hasta acoger a 263 estudiantes, en su mayoría cursando la facultad de medicina y de derecho. En 1807 se abrió una sección dedicada al estudio zoológico y botánico, que en la actualidad es el Museo de la Naturaleza Nuch de Járkov.
Durante la creación de la Unión Soviética, Járkov se convirtió en una importante ciudad universitaria, siendo una de las más importantes del este del país. Durante la época soviética, se amplió el complejo y se añadieron ocho nuevos departamentos: Matemáticas, Física, Geología y geografía, Económicas, Historia, Filología, Idiomas, Ciencias y Formación universitaria. 
Después del desmembramiento de la URSS, el presidente de Ucrania, Leonid Kuchma, indicó que, "la contribución que la Universidad del Járkov ha hecho al país, ha permitido la formación de especialistas cualificados y el desarrollo de la ciencia en Ucrania". Kuchma concedió el estatus de universidad nacional y posteriormente fue renombrada con el nombre de su fundador en 2004. El Estado también financió un segundo edificio bautizado como "Academia Govorov".
En 2022, la universidad se vio gravemente dañada por la invasión rusa de Ucrania. El 2 de marzo, los bombardeos rusos alcanzaron el edificio de la Facultad de Economía y posteriormente fueron destruidos por los bombardeos rusos. 

## Facultades
| Nombre                                           | Página web                                               |
| ------------------------------------------------ | -------------------------------------------------------- |
| Facultad de Biología                             |                                                          |
| Facultad de Química                              |                                                          |
| Facultad de Electrónica                          |                                                          |
| Facultad de Ecología                             |                                                          |
| Facultad de Económicas                           |                                                          |
| Facultad de Relaciones Internacionales y Turismo |                                                          |
| Facultad de Idiomas                              |                                                          |
| Facultad de Medicina                             |                                                          |
| Facultad de Geología y geografía                 |                                                          |
| Facultad de Historia                             |                                                          |
| Facultad de Matemáticas                          |                                                          |
| Facultad de Derecho                              | Archivado el 28 de abril de 2016 en Wayback Machine.     |
| Facultad de Física                               |                                                          |
| Facultad de Filología                            |                                                          |
| Facultad de Filosofía                            |                                                          |
| Facultad de Psicología                           | Archivado el 27 de abril de 2016 en Wayback Machine.     |
| Facultad de Mecánica                             | Archivado el 1 de septiembre de 2020 en Wayback Machine. |
| Facultad de Radiofísica                          |                                                          |
| Facultad de Sociología                           | Archivado el 12 de mayo de 2015 en Wayback Machine.      |

## Alumnos notables

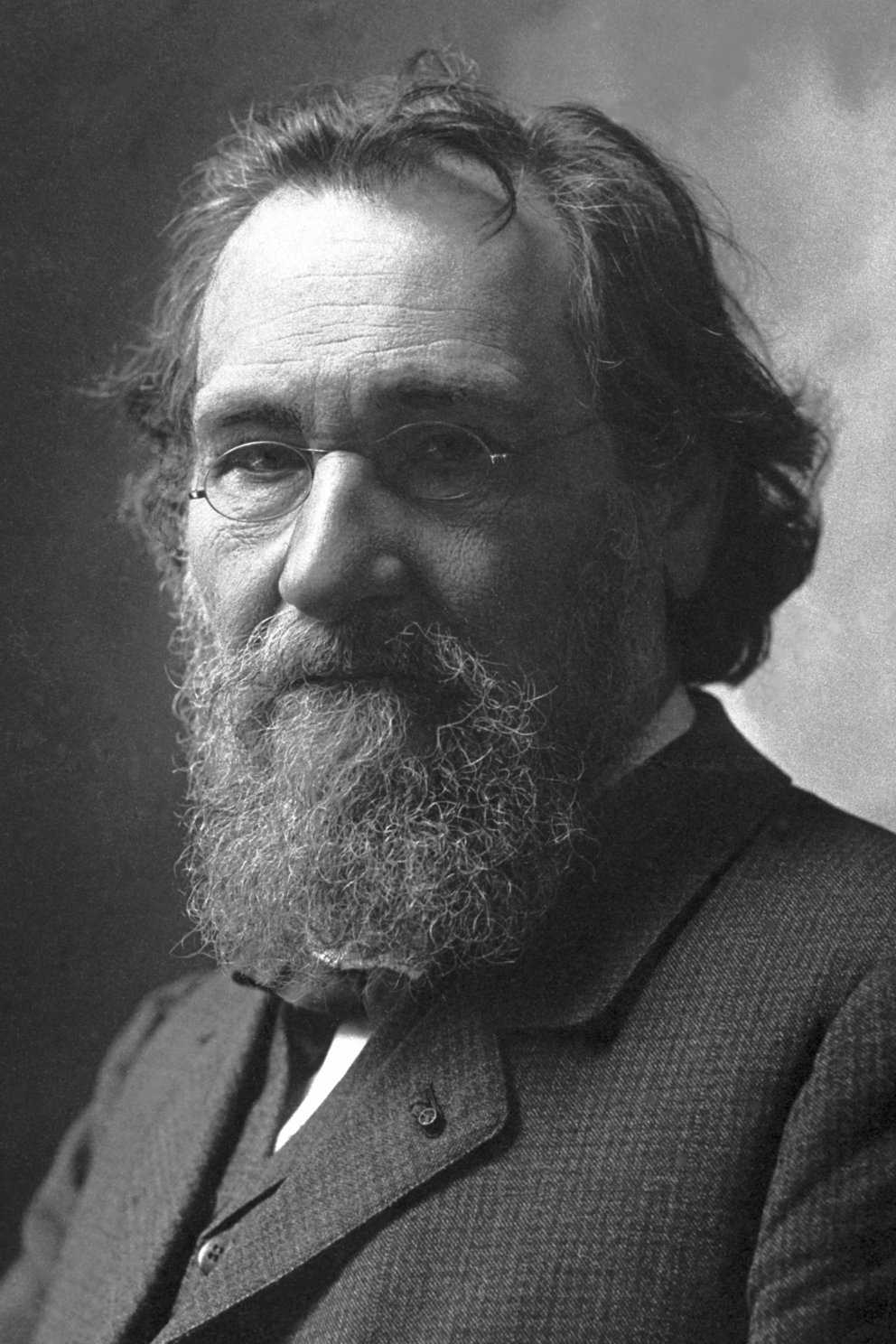
Iliá Méchnikov, uno de los alumnos más destacados de la Universidad de Járkov.

- Serguéi Aleksandrovski, poeta y traductor ruso.
- Oksana Ivanenko traductora y escritora infantil
- San Juan de Shanghái y San Francisco, santo de la Iglesia ortodoxa.
- Simon Kuznets, economista ruso-estadounidense, ganador del Premio en Ciencias Económicas en memoria de Alfred Nobel en 1971.
- Lev Landáu, físico y matemático soviético, ganador del Premio Nobel de Física en 1962.
- Iliá Méchnikov, microbiólogo ruso, ganador del Premio Nobel de Fisiología o Medicina en 1908.
- Jerzy Neyman, matemático polaco.
- Józef Piłsudski, militar y jefe de Estado de la[Segunda República de Polonia.
- Alekséi Pogorélov, matemático ruso.
- Henryk Siemiradzki, pintor polaco.